# West Side Highway (Washington)
West Side Highway is een plaats (census-designated place) in de Amerikaanse staat Washington, en valt bestuurlijk gezien onder Cowlitz County.

## Demografie
Bij de volkstelling in 2000 werd het aantal inwoners vastgesteld op 4565.

## Geografie
Volgens het United States Census Bureau beslaat de plaats een oppervlakte van
6,9 km², waarvan 6,5 km² land en 0,4 km² water.

## Plaatsen in de nabije omgeving
De onderstaande figuur toont nabijgelegen plaatsen in een straal van 12 km rond West Side Highway.